# Ekologisk byggnadsteknik
Ekologisk byggnadsteknik är metoder att bygga, underhålla och leva i byggnader med så liten negativ miljöpåverkan som möjligt. Allt byggande innebär en miljöbelastning i form av råvarutag och energiförbrukning. Många byggmaterial innehåller dessutom naturfrämmande ämnen som skadar både naturen och vår hälsa. Genom att välja förnyelsebara och sunda byggmaterial kan man minska belastningen avsevärt. 
Metoderna föreskriver att man bör välja byggmaterial tillverkat av naturliga råvaror med lång livslängd — till exempel trä, lera, lin och hampa. Att avstå från byggmaterial med skadliga kemikalier som till exempel PVC-plast, fogmassor, cellplast och spånplattor ingår också.

## Principer för val av byggmaterial
Byggmaterial i ekologisk byggnadsteknik väljs för att:
- ge så liten miljöbelastning som möjligt under sin livstid
- fordra så lite energi som möjligt vid tillverkning och transport
- komma från förnybara råvaror
- ge ett sunt inomhusklimat utan några kemikalier som frigörs
- inte vara skadliga för levande varelser och naturen
- ha lång livslängd
- kunna återanvändas, återvinnas eller brytas ned i naturliga kretslopp.

## Konsekvenser av ekologisk byggnadsteknik
Det får bland annat konsekvenser för, samt inbegriper parametrarna:
- byggmaterial,
- energiresurser och energianvändning,
- människors hälsa,
- avlopp och rening,
- kretslopp,
- sophantering,
- resursanvändning och återbruk,
- underhåll och vård av byggnader,
- miljöpåverkan samt
- infrastruktur.

### Webbkälla
- www.krav.se – KRAV:s webbplats